# Vergers de Savoie
 (mars 2025).
Les départements de la Savoie et de la Haute-Savoie regroupent environ 67 arboriculteurs répartis sur six stations d’expédition dont deux Groupement d'intérêt économique (GIE), qui composent le Syndicat Fruits des Savoie.
Les départements savoisiens sont également habilités à produire des noix de Grenoble qui bénéficient d'une AOC.
Ce syndicat apporte une garantie de la bonne application d’un cahier des charges précis propre au pays de Savoie.

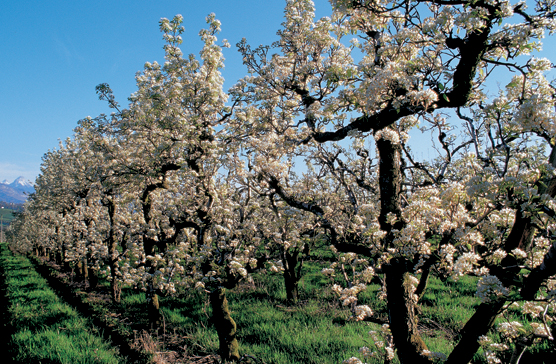
Floraison des vergers de Haute Savoie

## Conditions climatiques
Le climat montagnard des vergers savoisiens confère à leur production de pommes et de poires IGP Savoie, un nombre de propriétés particulières que l'on peut résumer ainsi :
- Les sols sont riches en sels minéraux et en eau. Cette richesse naturelle permet une croissance régulière et lente des fruits.
- L’altitude des pays de Savoie se trouvant entre quatre cents mètres et huit cents mètres, permet un calibrage des fruits. Ceci confère une fermeté de la chair du produit.
- L’amplitude diurne des températures influence la conservation et la coloration des fruits. Ceux-ci se conservent plus longtemps et leur couleur les démarque des autres vergers.

## Les différents vergers

### les pommes et les poires

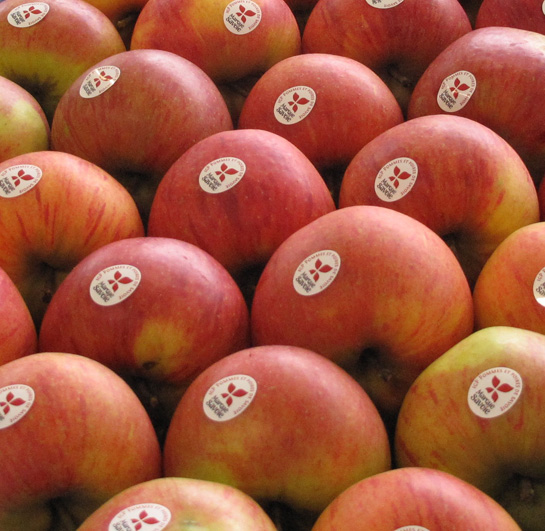
Pommes avec sticks Marque Savoie

#### Quelques chiffres
Les deux départements savoisiens produisent environ 30 000 tonnes de poires et de pommes. Sur cette production totale des signes officiels de qualité IGP et CCP seront attribués à seulement 4 000 tonnes environ, le reste ne répondant pas aux critères qualitatifs. Une répartition est ensuite effectuée au sein de six stations d’expédition pour un conditionnement de faveur avant d’être orientées vers les étals des marchés et grandes et moyennes surfaces (GMS).

#### Diffusion des fruits
- 20 % de la production sont partagés entre la vente directe par les producteurs et la vente sur les marchés locaux.

- Les pommes et poires de Savoie sont principalement diffusées sur la région Rhône-Alpes, Paris, midi et Est de la France.

- 80 % de la production[1] de pommes et poires de Savoie sont distribués en GMS, sous différents conditionnements : panier de 2 kg, barquette de 4 ou 6 fruits, en vrac dans les plateaux de 1 ou 2 rangs. Le conditionnement en sachet est interdit pour les fruits sous signe de qualité.

### Les noix

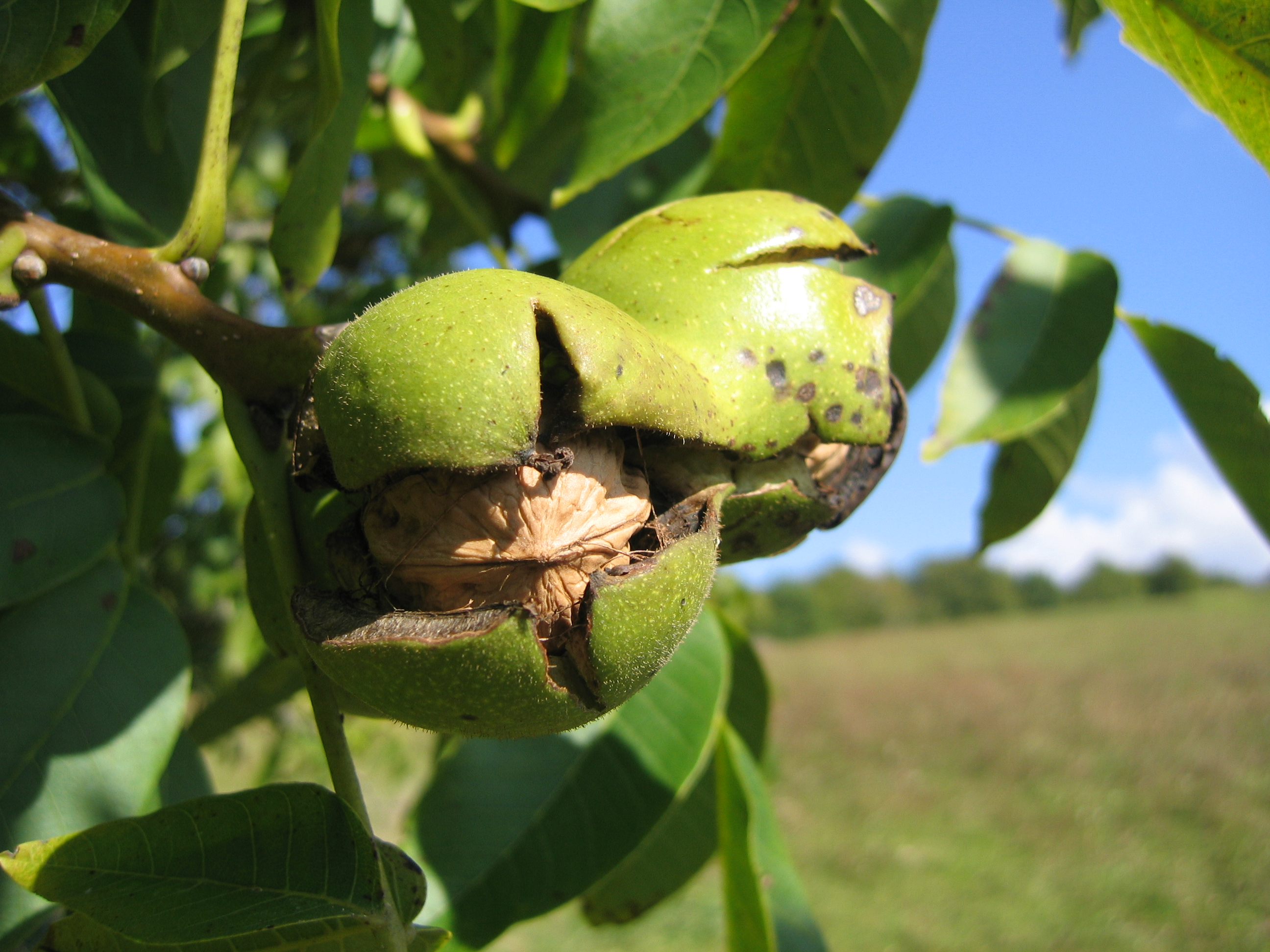
Noix sur l'arbre

En France, il existe deux AOC pour les noix parmi lesquels il se trouve la noix de Grenoble (depuis le 17 juin 1938), variétés franquette, mayette et parisienne, terroir réparti dans les départements de l'Isère, de la Drôme, de la Savoie et de la Haute-Savoie.

## Verger expérimental
Il a été créé à Poisy un verger expérimental. Durant toute l’année y sont effectuées des recherches résultant d’une étroite collaboration entre producteurs et institutions scientifiques ainsi qu'économiques. Le verger expérimental de Poisy a conservé son statut de verger B (études des variétés en micro-régions après études au niveau national) donc ses financements publics à condition qu'il devienne un verger expérimental en Agriculture Biologique. Il est donc aujourd'hui impliqué dans des recherches sur l'arboriculture biologique avec les particularités liées à sa situation géographique.